# SWEEPS-04
SWEEPS-04 es un planeta extrasolar que orbita la estrella SWEEPS J175853.92-291.120,6 en la constelación de  Sagitario, a aproximadamente 22 mil años-luz de distancia del Sistema Solar (basado en un módulo de distancia de 14.1). Este planeta fue encontrado en 2006 por la Búsqueda de Planetas Extrasolares Eclipsantes en la Ventana de Sagitario en inglés (SWEEPS) es un programa que utiliza el método del Tránsito.
El límite superior de la masa del planeta es de 3.8 veces la masa de Júpiter. El radio que mejor se ajusta es de 0,81 el radio de Júpiter, pero la incertidumbre en este valor es grande, de alrededor del 12%. Se mueve en órbita a una distancia media de 8.200.000 km (0,055 UA) de la estrella madre, tomando 4,2 días en girar a su alrededor.